# خیابان لیندن
خیابان لیندن (انگلیسی: Lindenstraße) یک مجموعهٔ تلویزیونی طولانی مدت در سبک درام و محصول کشور آلمان بود. اولین قسمت در ۸ دسامبر ۱۹۸۵ پخش شد و از آن زمان قسمت‌های جدید تا سال ۲۰۲۰ هر هفته پخش می‌شد.